# Trachycephalus coriaceus
Trachycephalus coriaceus är en groddjursart som först beskrevs av Peters 1867.  Trachycephalus coriaceus ingår i släktet Trachycephalus och familjen lövgrodor. IUCN kategoriserar arten globalt som livskraftig. Inga underarter finns listade i Catalogue of Life.